# Budziszewice (Łódź)
Pour les articles homonymes, voir Budziszewice.
Budziszewice est une localité polonaise, siège de la gmina de Budziszewice, située dans le powiat de Tomaszów Mazowiecki en voïvodie de Łódź.